# 덴드로무스아과
덴드로무스아과 또는 나무타기쥐아과(Dendromurinae)는 쥐아목 붉은숲쥐과에 속하는 아프리카 설치류 분류군이다. 6개 속에 25종으로 이루어져 있다.

## 하위 분류
- 살찐생쥐속 (Steatomys)
- 저빌생쥐속 (Malacothrix)
- 니콜라우스쥐속 (Megadendromus)
- 아프리카나무타기쥐속 (Dendromus)
- 벨벳나무타기쥐속 (Dendroprionomys)
- 돌맨나무타기쥐속 (Prionomys)